# Килтил

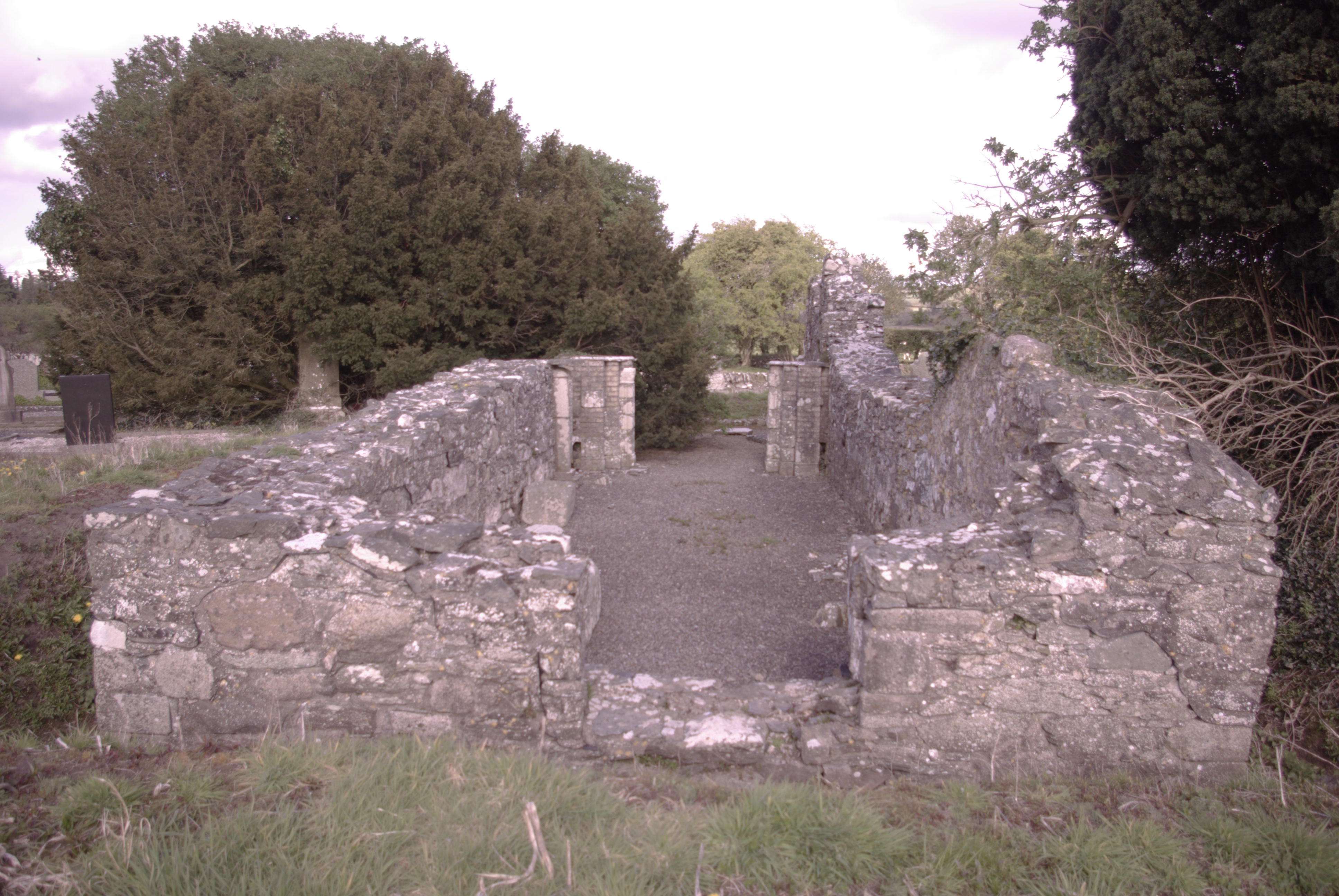
Местная церковь

Килтил (англ. Kilteel; ирл. Cill Chéile) — деревня в Ирландии, находится в графстве Килдэр (провинция Ленстер) у подножия гор Уиклоу.
Здесь располагается несколько национальных памятников (замок Килтил, орденские владения и древний крест), благодаря чему местность находится под попечением государства.